# Fredrik af Klercker (industriman)
Fredrik Wilhelm Ernstson af Klercker, född 9 november 1908 i Hakarps socken, död 24 november 1969 i Vence i Frankrike, var verkställande direktör vid Stensholms Fabriks AB från 1939 till det att fabriken lade ner mellan 1954 och 1955. Hans morfar var Wilhelm Tham.

## Biografi
Fredrik af Klercker var son till generallöjtnant Ernst af Klercker av adelsätten af Klercker och Ingegerd Tham. Fredrik af Klercker blev reservofficer vid K 1 1939 och arbetade i London från 1929 till 1932. Mellan 1933 och 1936 drev han sitt eget företag Svenska Lienser F af Klercker & Co i Stockholm, och var mellan 1937 och 1940 försäljningschef vid NK. Mellan 1944 och 1955 var han verkställande direktör och ägare vid Stensholms Fabriks AB. Under hans tid som VD utvecklades företaget mycket, och både fabriken och det omgivande samhället Stensholm förbättrades på många fronter, delvis på grund av att fabriken började tillverka eftertraktat krigsmateriel till andra världskriget. Under hans styre ökade antalet anställda från 80 till 400, och han finansierade grundandet och fortfarandet av IK Stefa.
När företaget gick ihop med Haldex i Halmstad var han verkställande direktör där samt styrelseledamot i Haldex, Husqvarna Vapenfabrik och AB Svenska Elektromagneter. Han blev nederländsk vicekonsul 1958, och avled i Vence i Frankrike den 24 november 1969 av en hjärtinfarkt.
Han var från 1931 gift med Birgitta Zätterström (1908–1997), dotter till grosshandlaren Gotthard Zätterström och hans andra hustru matskribenten Märta Zätterström, ogift Traung. De fick barnen Christina 1932, Cecilia 1936, Birgitta 1942, Peter 1944 och Margareta 1945. Makarna af Klercker är begravda på Getinge kyrkogård.